# Ibervillea
Ibervillea — рід квіткових рослин родини гарбузових.
Його рідним ареалом є Аризона, Оклахома, Нью-Мексико, Техас і на південь до Мексики, Белізу та Гватемали.
Назва роду Ibervillea — на честь П'єра Ле Мойна д'Ібервіля (1661–1706), солдата, капітана корабля, дослідника, колоніального адміністратора, кавалера ордена Сен-Луїса, авантюриста, капера, торговця і засновника французької колонії Луїзіана в Новій Франції. Вперше він був описаний і опублікований у Erythea Vol. 3. P. 75. 1895.

## Відомі види
За словами Кью:
- Ibervillea fusiformis (E.J.Lott) Kearns
- Ibervillea hypoleuca (Standl.) C.Jeffrey
- Ibervillea lindheimeri (A.Gray) Greene
- Ibervillea macdougalii (Rose) Lira, Dávila & Legaspi
- Ibervillea maxima Lira & Kearns
- Ibervillea millspaughii (Cogn.) C.Jeffrey
- Ibervillea sonorae (S.Watson) Greene
- Ibervillea tenuisecta (A.Gray) Small